# 完顏璪
完顏璪（？—1233年），女真名完顏按辰，为金朝皇族，金朝第七位皇帝卫绍王完颜永济的第四子。

## 生平
大定二十六年（1186年），金世宗赐名完顏猛安汉名为完顏琚，为完顏按出为完顏瑄，完顏按辰为完顏璪。泰和七年（1207年），金章宗命完顏按辰出继郑王完顏永蹈之后。大安元年（1209年），完颜永济封子六人为王，完颜从恪胙王，还有任王、巩王，史书没有说明任王、巩王是谁，完顏璪封为什么王。胡沙虎杀完颜永济，完颜从恪兄弟都被废，居中都。贞祐二年（1214年），迁居郑州。四年（1216年），徙居南京开封府。天兴元年（1232年），崔立以完颜从恪为梁王，汴京被蒙古攻破，完颜从恪兄弟被杀。

## 传記資料
- 《金史》